# Świdger (biskup kruszwicki)
Zasugerowano, aby zintegrować ten artykuł z artykułem Swidger (biskup kujawski). Nie opisano powodu propozycji integracji.
Świdger (zm. 1156) – biskup kruszwicki. 
Według kroniki ks. Jana Długosza Świdger był biskupem kruszwickim w latach 1129–1156. W 1133 roku dokonał konsekracji kościoła w Strzelnie. Zmarł w 1156 roku i został pochowany w katedrze kruszwickiej.